# 平田貫一

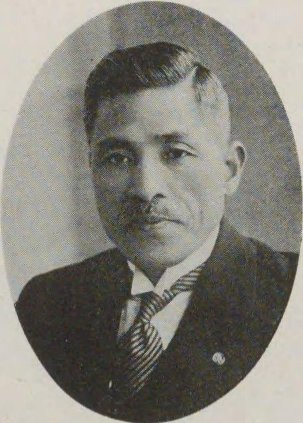
平田貫一

平田 貫一（ひらた かんいち、1883年〈明治16年〉2月3日 - 1971年〈昭和46年〉1月13日）は、日本の内務官僚、神職。皇學館大学初代学長。

## 経歴
鹿児島県薩摩郡宮之城町（さつま町）出身。第七高等学校を経て、1909年（明治42年）、東京帝國大學法科大学政治学科を卒業し、高等文官試験に合格した。農商務省に入り、特許局審査官補、鉱山監督署事務官、鉱務官、札幌鉱務署鉱政課長を務めた。その後、内務省に転じ、社会局書記官、兵庫県産業部長、岐阜県内務部長、栃木県内務部長、福岡県内務部長を歴任した。
1930年（昭和5年）、神宮皇學館長に就任。その後、近江神宮宮司を務めた。
戦後は2度にわたり神社本庁事務総長に就き、1962年（昭和37年）に皇學館大學が再興すると初代学長を務めた。

## 栄典
- 1940年（昭和15年）8月15日 - 紀元二千六百年祝典記念章[7]